# Aeroportul Birsa Munda
Aeroportul Birsa Munda (IATA: IXR, ICAO: VERC) este un aeroport din Jharkhand, India ce deservește zona Ranchi. Aeroportul a fost tranzitat în decembrie 2022 de 227.809 pasageri. A fost numit după Birsa Munda⁠(d).
Situat la o altitudine de 646 m, aeroportul dispune de 1 pistă și ocupă o suprafață de 6.345.471 m². Este operat de Airports Authority of India⁠(d).

## Infrastructură

### Piste
Aeroportul dispune de o singură pistă. Pista 13/31 are suprafața de asfalt și dimensiunile 8.901 picioare × 45 m. 